# Philippus II
Marcus Julius Philippus Severus, còn được gọi là Philippus II và Philippus Con (238 - 249) là con trai và người kế vị của Hoàng đế La Mã Marcus Julius Philippus với vợ là Hoàng hậu La Mã Marcia Otacilia Severa. Theo bằng chứng nghiên cứu về tiền đúc thì cậu còn có một người em gái tên là Julia Severa hoặc Severina, mà các nguồn văn học hiện còn không nhắc đến và một người anh trai là Quintus Philippus Severus.
Khi cha của cậu trở thành hoàng đế vào năm 244 thì cậu cũng được phong làm Caesar. Philippus II trở thành quan chấp chính La Mã vào năm 247 và sau đó được cha mình đưa lên làm Augustus và đồng hoàng đế.
Ít lâu sau thì cha cậu bị giết chết trong trận chiến với người kế nhiệm ông Decius vào năm 249. Khi tin tức về cái chết này vừa tới Roma thì cũng là lúc cậu bị đám Cấm vệ quân (Praetorian Guard) sát hại. Philippus II mất lúc mới 11 tuổi.